# Transport kolejowy w Macedonii Północnej

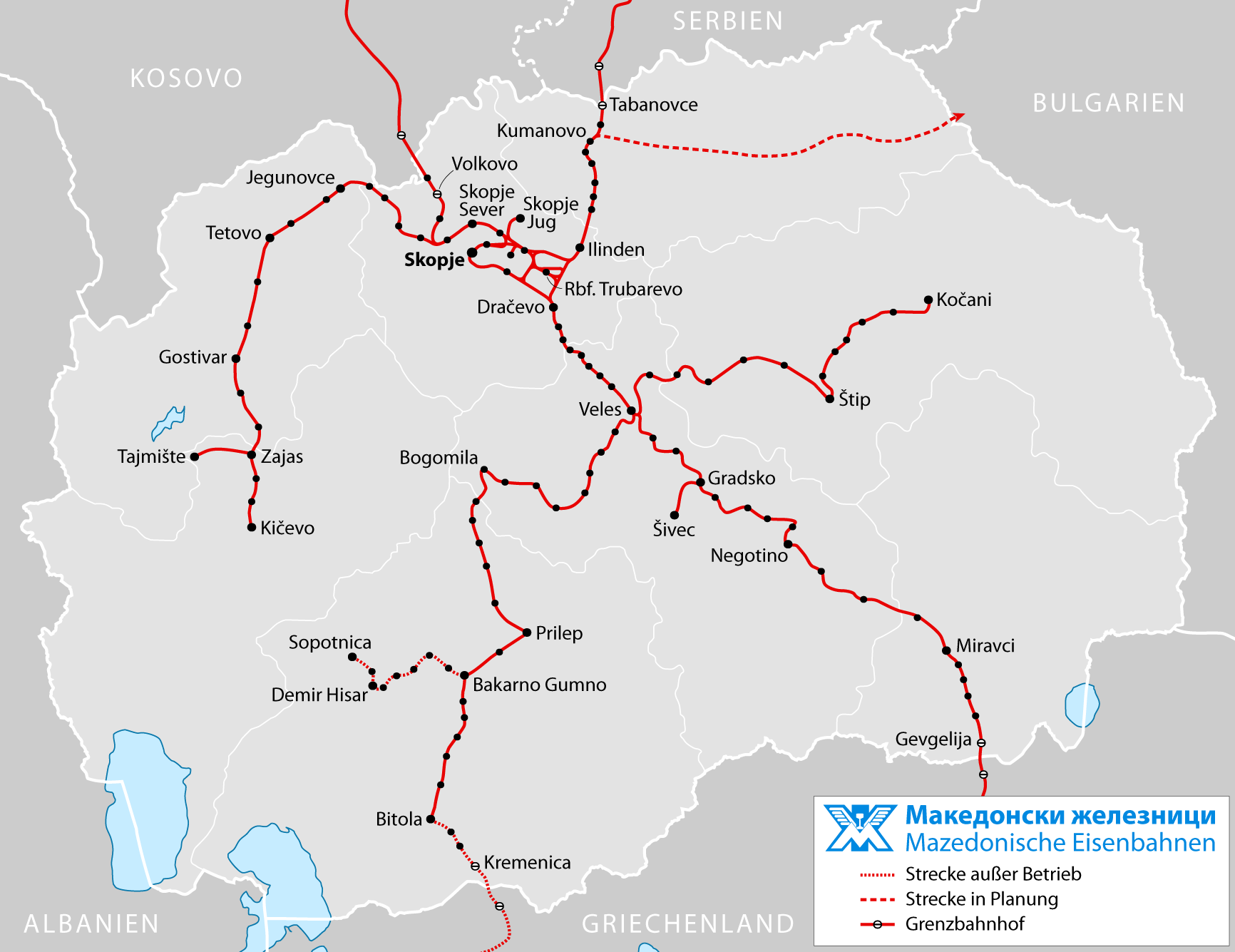
Mapa sieci kolejowej Macedonii Północnej

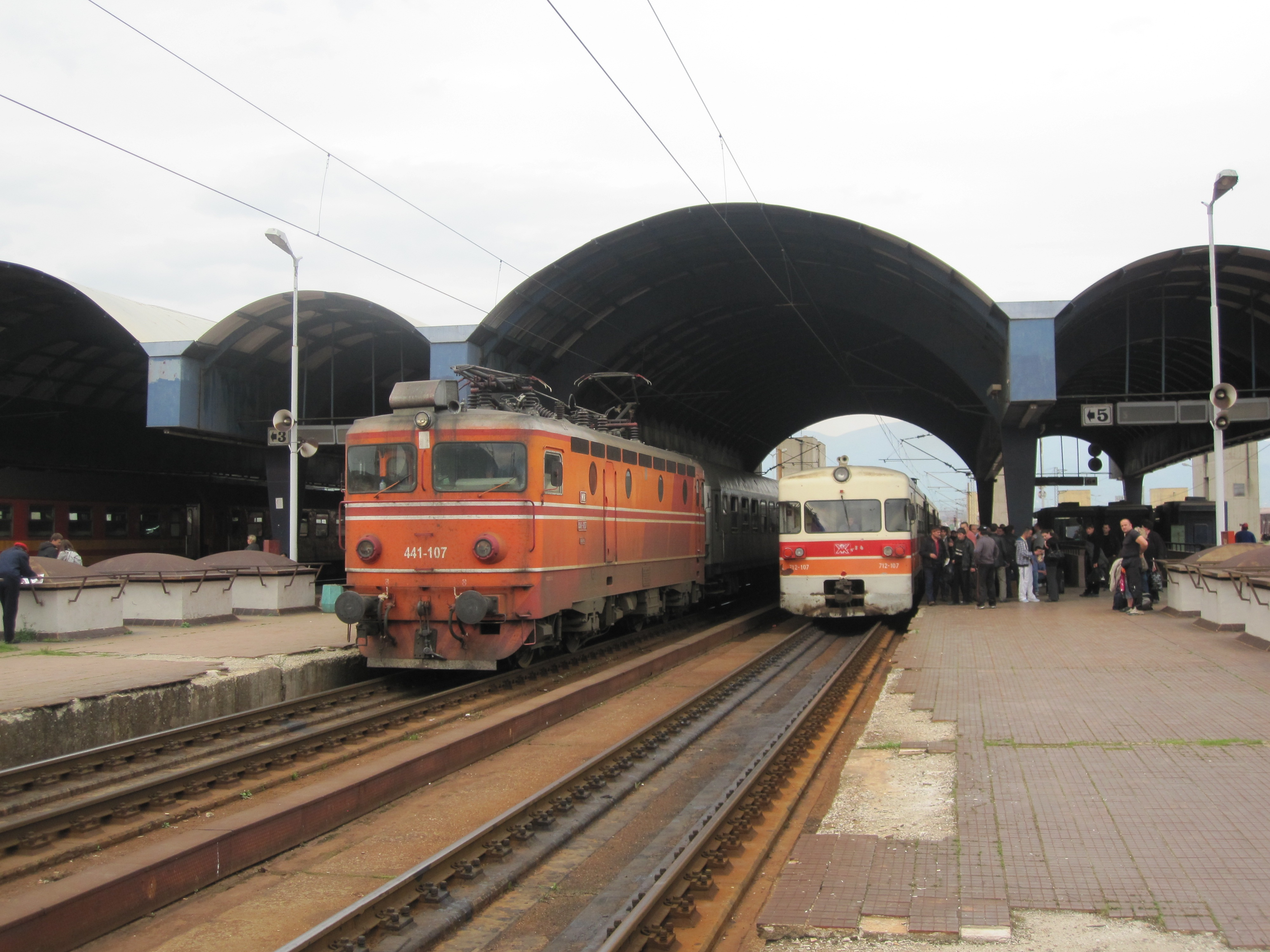
Elektrowóz 441.107 oraz SZT 712.107 w Skopju

Transport kolejowy w Macedonii Północnej – system transportu kolejowego działający na terenie Macedonii Północnej.
W Macedonii Północnej istnieje 699 km linii kolejowych z czego 313 km jest zelektryfikowanych. Linie mają normalny rozstaw szyn – 1435 mm. Narodowy przewoźnik to Makedonski Železnici.

## Infrastruktura
Napięcie obowiązujące na liniach zelektryfikowanych to 25 kV 50 Hz.

## Inwestycje
W 2022 roku ruszyła budowa linii kolejowej Kumanowo – Gjueszewo, łączącej Macedonię Północną z Bułgarią. Linia ma powstać do 2030 roku.